# Seo Dong-won
Seo Dong-won (ur. 14 sierpnia 1975 w Seulu) – południowokoreański piłkarz, grający na pozycji pomocnika.

## Kariera klubowa
Pierwszym klubem piłkarskim w karierze Seo był Daejeon Citizen, do którego trafił w 1998. W 2001 krótko był zawodnikiem Suwon Bluewings, z którego przeszedł do Jeonbuk Hyundai Motors. W latach 2003–2004 odbył służbę wojskową w klubie Gwangju Sangmu Bulsajo. W latach 2005–2006 był zawodnikiem klubu Incheon United, a 2006-2007 Seongnam Ilhwa Chunma. Z Seongnam zdobył mistrzostwo Korei w 2006. W latach 2008–2010 był zawodnikiem Busan I'Park.
| Sezon | Klub                   | Kraj             | Rozgrywki | Mecze | Bramki |
| ----- | ---------------------- | ---------------- | --------- | ----- | ------ |
| 1998  | Daejeon Citizen        | Korea Południowa | K-League  | 15    | 1      |
| 1999  | Daejeon Citizen        | Korea Południowa | K-League  | 19    | 2      |
| 2000  | Daejeon Citizen        | Korea Południowa | K-League  | 21    | 4      |
| 2001  | Suwon Bluewings        | Korea Południowa | K-League  | 2     | 0      |
| 2001  | Jeonbuk Hyundai Motors | Korea Południowa | K-League  | 15    | 1      |
| 2002  | Jeonbuk Hyundai Motors | Korea Południowa | K-League  | 3     | 0      |
| 2003  | Gwangju Sangmu Bulsajo | Korea Południowa | K-League  | 19    | 0      |
| 2004  | Gwangju Sangmu Bulsajo | Korea Południowa | K-League  | 22    | 0      |
| 2005  | Incheon United         | Korea Południowa | K-League  | 25    | 4      |
| 2006  | Incheon United         | Korea Południowa | K-League  | 7     | 0      |
| 2006  | Seongnam Ilhwa Chunma  | Korea Południowa | K-League  | 9     | 0      |
| 2007  | Seongnam Ilhwa Chunma  | Korea Południowa | K-League  | 6     | 0      |
| 2008  | Busan I'Park           | Korea Południowa | K-League  | 12    | 0      |
| 2009  | Busan I'Park           | Korea Południowa | K-League  | 19    | 0      |
| 2010  | Busan I'Park           | Korea Południowa | K-League  | 5     | 0      |

## Kariera reprezentacyjna
W reprezentacji Korei Południowej Seo występował w latach 1998-2001.
W 2000 uczestniczył w Złotym Pucharze CONCACAF. W Złotym Pucharze CONCACAF wystąpił w meczu z Kanadą. W 2001 wystąpił w Pucharze Konfederacji. W turnieju w Korei był rezerwowym i nie wystąpił w żadnym meczu.
Ogółem w latach 1998-2001 rozegrał w reprezentacji 8 meczów, w których zdobył bramkę.